# Tipula breviligula
Tipula breviligula är en tvåvingeart som beskrevs av Alexander 1956. Tipula breviligula ingår i släktet Tipula och familjen storharkrankar. Inga underarter finns listade i Catalogue of Life.